# J.U.L.I.A.: Among the Stars
J.U.L.I.A.: Among the Stars je česká videohra z roku 2014 a remake hry J.U.L.I.A. Vytvořilo ji studio CBE Software, které stojí i za původní verzí. Jedná se o adventuru obsahující logické minihry.

## Přijetí
Hra byla kladně přijata recenzenty. Většina hodnocení se pohybovala u 80%.